# Mohamed Taabouni
Mohamed Taabouni (* 29. März 2002 in Haarlem) ist ein niederländischer Fußballspieler, der auch die marokkanische Staatsbürgerschaft besitzt. Er steht bei Al-Arabi unter Vertrag und ist früherer niederländischer Nachwuchsnationalspieler.

## Karriere

### Verein
Mohamed Taabouni begann mit dem Fußballspielen bei Olympia Haarlem und wechselte später in die Nachwuchsakademie von AZ Alkmaar. Am 17. November 2018 kam er im Alter von 16 Jahren erstmals in der zweiten niederländischen Liga zum Einsatz, als er in der Partie der Reservemannschaft bei der Zweitvertretung der PSV Eindhoven durchspielte. Sein erstes Tor in der zweithöchsten niederländischen Spielklasse gelang Taabouni beim 3:1-Auswärtssieg gegen die zweite Mannschaft des FC Utrecht am 13. Januar 2019, als er den Treffer zum 1:1-Ausgleich schoss. In der Saison 2018/19 spielte Taabouni für die zweite Mannschaft in der zweiten Liga in zehn Partien. In der wegen der COVID-19-Pandemie abgebrochenen Saison 2019/20 waren es 23 von 29 möglichen Ligaspielen. In der nächsten Saison bestritt Taabouni 31 von 38 möglichen Spielen, bei denen er neun Tore schoss, und in der Saison 2021/22 waren es 32 von 38 möglichen Spielen mit fünf Toren. Er wurde dabei in der Regel auf offensiven Positionen eingesetzt.
Für die erste Mannschaft bestritt er in der Zeit je ein Spiel in der Liga, im Pokal und in der Conference League.
Anfang Juli 2022 wechselte er zum Ligakonkurrenten Feyenoord Rotterdam und unterschrieb dort einen Vertrag mit einer Laufzeit von zwei Jahren, mit der Option der Verlängerung um ein weiteres Jahr. Erneut wurde er hauptsächlich in der U 21-Mannschaft eingesetzt.
Im Sommer 2023 wechselte er nach Katar zu Al-Arabi.

### Nationalmannschaft
Mohamed Taabouni kam zu drei Einsätzen für die niederländische U15-Nationalmannschaft, neun Partien für die niederländische U16 (zwei Tore) und 24 Spielen für die niederländische U17-Nationalelf (acht Treffer). Bei der Europameisterschaft 2019 in Irland kam Taabouni in sechs Partien zum Einsatz und wurde mit seiner Mannschaft Europameister. Bei der folgenden Weltmeisterschaft in Brasilien kam er ebenfalls zu sechs Spielen und wurde mit seinem Team Vierter. Zuletzt spielte er für die U18-Nationalmannschaft. Bis Oktober 2022 kam es zu keinen Einsatz in den höheren Altersklassen bzw. der A-Nationalmannschaft.

## Erfolge
- U17-Europameister: 2019
- Niederländischer Meister: 2023